# パンアジアボクシング協会王者一覧
パンアジアボクシング協会王者一覧（パンアジアボクシングれんめいおうざいちらん）は、プロボクシングのアジア一帯を管轄する団体「パンアジアボクシング協会」(PABA)が認定する王座の変遷を表した表。各階級毎に正規王座及びスーパー王座、休養王座、暫定王座に分けて掲載しており、正規王座の防衛回数の括弧部分の数字は暫定王座時の防衛数と正規王座の防衛数を合わせた防衛数である。

## 男子

### ミニマム級
| 代             | 名前                                      | 国籍       | 在位期間                                                                | 防衛回数 |
| -------------- | ----------------------------------------- | ---------- | ----------------------------------------------------------------------- | -------- |
| 初             | クワンチャイ・3Kバッテリー                | タイ       | 1995年8月27日 - 1995年12月2日                                           | 1        |
| 2              | エリック・チャベス                        | フィリピン | 1995年12月2日 - 1996年4月1日（剥奪）                                    | 0        |
| 3              | クワンチャイ・3Kバッテリー（2期目）       | タイ       | 1996年6月22日 - 1997年6月6日                                            | 3        |
| 4              | ランディ・マングバット                    | フィリピン | 1997年6月6日 - 1997年12月21日                                           | 1        |
| 5              | ソンクラーム・ポーパオイン                | タイ       | 1997年12月21日 - 1998年12月1日（返上）                                  | 2        |
| 6              | ハリケーン・チュラン                      | モンゴル   | 1999年1月30日 - 2000年1月7日（返上）                                    | 2        |
| 7              | モンコン・シンワンチャー                  | タイ       | 2000年5月26日 - 2000年（返上）                                          | 0        |
| 8              | ポンサワン・ポープラムック                | タイ       | 2002年4月11日 - 2004年8月（返上）                                       | 7        |
| 9              | ポンサワン・ポープラムック（2期目）       | タイ       | 2005年5月17日 - 2007年9月（返上）                                       | 8        |
| 10（スーパー） | クワンタイ・シッモーセン                  | タイ       | 2007年11月1日 - 2010年2月1日 スーパー：2010年2月1日 - 2010年9月（返上） | 10       |
| 11             | パイパロープ・ゴーキャットジム            | タイ       | 2010年11月14日 - 2011年10月（返上）                                     | 6        |
| 12             | クワンタイ・シッモーセン（2期目）         | タイ       | 2012年4月2日 - 2013年7月（返上）                                        | 2        |
| 13             | サマートレック・ゴーキャットジム          | タイ       | 2013年7月 - 2013年9月（返上）                                           | 0        |
| 14             | ロネル・フェレラス                        | フィリピン | 2013年10月 - 2013年11月（返上）                                         | 0        |
| 15             | サマートレック・ゴーキャットジム（2期目） | タイ       | 2014年1月10日 - 2014年9月5日（返上）                                    | 0        |
| 16             | ピグミー・ゴーキャットジム                | タイ       | 2014年11月14日 - 2015年3月（返上）                                      | 0        |
| 17             | サマートレック・ゴーキャットジム（3期目） | タイ       | 2016年1月29日 - 2016年10月（返上）                                      | 3        |
| 18             | ペッマニー・ゴーキャットジム              | タイ       | 2016年10月4日 - 2017年3月（返上）                                       | 2        |
| 19             | サマートレック・ゴーキャットジム（4期目） | タイ       | 2017年3月23日 - 2018年（団体解散により廃止）                            | 0        |

#### 暫定王座
| 名前                             | 国籍         | 在位期間                                     | 防衛回数 |
| -------------------------------- | ------------ | -------------------------------------------- | -------- |
| ペッターピー・ピンシンチャイ     | タイ         | 2004年9月6日 - 2005年1月（返上）             | 0        |
| ソフヤン・エフェンディ           | インドネシア | 2008年8月9日 - 2009年8月（返上）             | 0        |
| サマートレック・ゴーキャットジム | タイ         | 2013年3月8日 - 2013年7月（正規王座に昇格）   | 0        |
| ロネル・フェレラス               | フィリピン   | 2013年9月21日 - 2013年10月（正規王座に昇格） | 0        |

### ライトフライ級
| 代             | 名前                                        | 国籍         | 在位期間                                                     | 防衛回数 |
| -------------- | ------------------------------------------- | ------------ | ------------------------------------------------------------ | -------- |
| 初             | ピチット・チョーシリワット                  | タイ         | 1995年8月5日 - 1996年11月（返上）                            | 3        |
| 2              | バニエン・アカラデートジム （パニアン奥田） | タイ         | 1997年1月12日 - 1997年11月1日（返上）                        | 2        |
| 3              | リンロム・ポーワタチャイ                    | タイ         | 1998年3月20日 - 1998年7月10日（返上）                        | 0        |
| 4              | ユラ・ディマ                                | モンゴル     | 1998年8月15日 - 2000年2月26日（返上）                        | 2        |
| 5              | ディーデン・ケンカールン                    | タイ         | 2000年9月8日 - 2002年5月23日                                 | 4        |
| 6              | マービン・タンパス                          | フィリピン   | 2002年5月23日 - 2004年4月13日                                | 2        |
| 7              | ビッキー・タフミル                          | インドネシア | 2004年4月13日 - 2005年4月（返上）                            | 1        |
| 8              | ネスラ・サシプラパ                          | タイ         | 2005年6月29日 - 2007年4月（返上）                            | 4        |
| 9（スーパー）  | ウィサヌ・ゴーキャットジム                  | タイ         | 2007年6月8日 - 2010年6月 スーパー：2010年6月 - 2011年6月28日 | 8        |
| 10（スーパー） | レイ・ロリト                                | フィリピン   | 2011年6月28日 - 2011年10月16日（返上）                       | 2        |
| 11             | パイパロープ・ゴーキャットジム              | タイ         | 2010年6月9日 - 2010年11月（返上）                            | 2（4）   |
| 12             | ネスラ・サシプラパ（2期目）                 | タイ         | 2010年11月1日 - 2011年10月（返上）                           | 2        |
| 13             | ランディ・ペタルコリン                      | フィリピン   | 2012年4月21日 - 2014年8月26日（返上）                        | 2（3）   |
| 14             | パイパロープ・ゴーキャットジム（2期目）     | タイ         | 2014年9月12日 - 2018年（団体解散により廃止）                 | 3        |

#### 暫定王座
| 名前                           | 国籍       | 在位期間                                      | 防衛回数 |
| ------------------------------ | ---------- | --------------------------------------------- | -------- |
| ディーデン・ケンカールン       | タイ       | 2002年7月23日 - 2002年11月6日                 | 0        |
| コンパヤック・ポープラムック   | タイ       | 2003年10月17日 - 2004年9月（返上）            | 1        |
| パイパロープ・ゴーキャットジム | タイ       | 2009年12月25日 - 2010年6月9日（正規王座昇格） | 2        |
| ネスラ・サシプラパ             | タイ       | 2010年10月8日 - 2010年11月1日（正規王座昇格） | 0        |
| ランディ・ペタルコリン         | フィリピン | 2011年8月6日 - 2012年4月21日（正規王座昇格）  | 1        |
| ウィサヌ・ゴーキャットジム     | タイ       | 2011年11月7日 - 2013年1月（返上）             | 1        |
| ポンサワン・ポープラムック     | タイ       | 2013年6月18日 - 2013年8月23日                 | 0        |
| レイ・ロリト                   | フィリピン | 2013年8月23日 - 2014年（返上）                | 0        |
| ハヌマーン・シッルアンポープン | タイ       | 2014年11月7日 - 2018年（団体解散により廃止）  | 2        |

### フライ級
| 代             | 名前                                    | 国籍       | 在位期間                                                                | 防衛回数 |
| -------------- | --------------------------------------- | ---------- | ----------------------------------------------------------------------- | -------- |
| 初             | アレクサンデル・マフムトフ              | ロシア     | 1996年3月24日 - 1996年10月（返上）                                      | 0        |
| 2              | デンカオセーン・カオウィチット          | タイ       | 1996年11月28日 - 2002年8月（返上）                                      | 18       |
| 3              | コムリット・3Kバッテリー                | タイ       | 2002年9月24日 - 2003年5月（返上）                                       | 2        |
| 4              | ロリー・ルナス                          | フィリピン | 2003年5月29日 - 2004年4月（返上）                                       | 2        |
| 5              | デンカオセーン・カオウィチット（2期目） | タイ       | 2004年4月16日 - 2007年11月（返上）                                      | 15（16） |
| 6              | ラタナポン・ソーウォラピン              | タイ       | 2007年11月16日 - 2008年10月3日                                          | 4        |
| 7              | リチャード・ガルシア                    | フィリピン | 2008年10月3日 - 2008年11月（返上）                                      | 0（1）   |
| 8              | ラタナポン・ソーウォラピン（2期目）     | タイ       | 2009年5月7日 - 2009年7月10日                                            | 0        |
| 9              | レイ・ミグレノ                          | フィリピン | 2009年7月10日 - 2009年10月9日                                           | 0        |
| 10             | パイパロープ・ゴーキャットジム          | タイ       | 2009年10月9日 - 2009年（返上）                                          | 0        |
| 11             | レイ・ミグレノ（2期目）                 | フィリピン | 2009年12月31日 - 2010年4月19日                                          | 0        |
| 12（スーパー） | デンカオセーン・カオウィチット（3期目） | タイ       | 2010年4月19日 - 2010年5月8日 スーパー：2010年5月8日 - 2010年8月（返上） | 1        |
| 13             | テーパリッ・シンワンチャー              | タイ       | 2010年5月8日 - 2011年2月（返上）                                        | 5（6）   |
| 14             | デンチャイレック・クラティンデーンジム  | タイ       | 2011年4月30日 - 2012年11月（返上）                                      | 2        |
| 15             | ペッバーンボーン・ゴーキャットジム      | タイ       | 2013年4月9日 - 2013年9月（返上）                                        | 0        |
| 16             | 裵永吉                                  | 韓国       | 2014年2月25日 - 2015年4月24日（返上）                                   | 2        |
| 17             | スタンプ・キャットニワット              | タイ       | 2015年4月24日 - 2015年7月29日（返上）                                   | 0（3）   |
| 18             | ヨーッモンコン・ウォー・センテープ      | タイ       | 2015年11月27日 - 2018年（団体解散により廃止）                           | 4        |

#### 暫定王座
| 名前                                    | 国籍       | 在位期間                                                   | 防衛回数 |
| --------------------------------------- | ---------- | ---------------------------------------------------------- | -------- |
| アーチー・ビラモア                      | フィリピン | 2002年5月31日 - 2002年11月20日                             | 0        |
| ロセリト・カンパナ                      | フィリピン | 2002年11月20日 - 2003年3月21日                             | 0        |
| デンカオセーン・カオウィチット          | タイ       | 2003年11月25日 - 2004年4月16日（正規王座昇格）             | 1        |
| 鄭眞碕                                  | 韓国       | 2007年11月4日 - 2008年4月（剥奪）                          | 0        |
| リチャード・ガルシア                    | フィリピン | 2008年7月7日 - 2008年10月3日（王座統一により正規王座昇格） | 1        |
| デンカオセーン・カオウィチット（2期目） | タイ       | 2008年10月17日 - 2008年11月（返上）                        | 0        |
| テーパリット・ゴーキャットジム          | タイ       | 2009年12月25日 - 2010年5月8日（正規王座昇格）              | 1        |
| デンチャイレック・クラティンデーンジム  | タイ       | 2011年2月7日 - 2011年4月30日（正規王座昇格）               | 0        |
| ゲーンペッ・シップーペッ                | タイ       | 2012年9月17日 - 2012年11月23日                             | 0        |
| ジェイマート・トイコ                    | フィリピン | 2012年11月23日 - 2013年3月（返上）                         | 0        |
| スタンプ・キャットニワット              | タイ       | 2014年9月23日 - 2015年4月24日（正規王座昇格）              | 3        |
| サラウッ・タウォーンコン                | タイ       | 2016年10月13日 - 2018年（団体解散により廃止）              | 1        |

### スーパーフライ級
| 代             | 名前                                 | 国籍       | 在位期間                                                                              | 防衛回数 |
| -------------- | ------------------------------------ | ---------- | ------------------------------------------------------------------------------------- | -------- |
| 初             | ヨックタイ・シスオー                 | タイ       | 1995年8月5日 - 1996年10月（返上）                                                     | 3        |
| 2              | ヌンウオン・シスルートチャイ         | タイ       | 1996年11月6日 - 1997年8月8日                                                          | 2        |
| 3              | レイ・リャガス                       | タイ       | 1997年8月8日 - 1998年5月31日（剥奪）                                                  | 0        |
| 4              | ソーンピチャイ・クラティンデーンジム | タイ       | 1998年8月28日 - 1999年8月1日（返上）                                                  | 3        |
| 5              | メイジ・CPジム                       | タイ       | 1999年12月17日 - 2003年2月（返上）                                                    | 10       |
| 6              | コムリット・3Kバッテリー             | タイ       | 2003年5月29日 - 2004年4月6日                                                          | 3        |
| 7              | ヒルベルト・ゴンザレス               | ベネズエラ | 2004年4月6日 - 2004年8月10日（返上）                                                  | 0        |
| 8              | コムリット・3Kバッテリー（2期目）    | タイ       | 2004年8月31日 - 2005年4月19日                                                         | 3        |
| 9              | アンソニー・マシアス                 | タンザニア | 2005年4月19日 - 2005年9月                                                             | 1        |
| 10（スーパー） | ドゥアンペッ・ゴーキャットジム       | タイ       | 2006年2月22日 - 2010年2月1日 スーパー：2010年2月1日 - 2010年11月（返上）              | 10       |
| 11             | 孫正五                               | 韓国       | 2010年5月1日 - 2011年4月（返上）                                                      | 1        |
| 12（スーパー） | デンカオセーン・カオウィチット       | タイ       | 2011年3月 - 2013年9月3日（返上）                                                      | 10       |
| 13             | ペッ・ゴーキャットジム               | タイ       | 2012年2月10日 - 2012年12月（返上）                                                    | 1        |
| 14（スーパー） | ノラシン・ゴーキャットジム           | タイ       | 2012年12月14日 - 2013年9月11日 スーパー：2013年9月11日 - 2018年（団体解散により廃止） | 3        |
| 15             | ペッバーンボーン・ゴーキャットジム   | タイ       | 2014年2月27日 - 2018年（団体解散により廃止）                                          | 7（8）   |

#### 暫定王座
| 名前                                        | 国籍         | 在位期間                                       | 防衛回数 |
| ------------------------------------------- | ------------ | ---------------------------------------------- | -------- |
| マラット・マジンバエフ                      | カザフスタン | 2007年3月24日 - 2007年11月（返上）             | 0        |
| デンカオセーン・カオウィチット              | タイ         | 2011年1月24日 - 2011年3月（正規王座昇格）      | 0        |
| ペッバーンボーン・ゴーキャットジム          | タイ         | 2012年10月12日 - 2013年2月（返上）             | 0        |
| テーパリット・ゴーキャットジム              | タイ         | 2013年3月8日 - 2013年9月（返上）               | 0        |
| ペッバーンボーン・ゴーキャットジム（2期目） | タイ         | 2013年12月27日 - 2014年2月27日（正規王座昇格） | 1        |
| チャッペッ・シッモーセン                    | タイ         | 2014年4月4日 - 2018年（団体解散により廃止）    | 10       |

### バンタム級
| 代             | 名前                                                                     | 国籍         | 在位期間                                                                     | 防衛回数 |
| -------------- | ------------------------------------------------------------------------ | ------------ | ---------------------------------------------------------------------------- | -------- |
| 初             | ラクヒン・CPジム                                                         | タイ         | 1996年3月23日 - 1997年6月13日（返上）                                        | 5        |
| 2              | サオヒン・シリタイコンドー                                               | タイ         | 1997年7月24日 - 1999年8月1日（返上）                                         | 4        |
| 3              | ファイレーン・3Kバッテリー                                               | タイ         | 1999年9月3日 - 2000年4月8日                                                  | 1        |
| 4              | ジョエル・フニオ                                                         | フィリピン   | 2000年4月8日 - 2001年（返上）                                                | 1        |
| 5              | サオヒン・シリタイコンドー（2期目）                                      | タイ         | 2001年3月9日 - 2001年8月（返上）                                             | 1        |
| 6              | プーンサワット・クラティンデーンジム                                     | タイ         | 2002年2月 - 2005年9月（返上）                                                | 15（17） |
| 7（スーパー）  | タプティムデーン・ナ・ラチャワッ（タプティムデーン・シッルアンポープン） | タイ         | 2005年10月31日 - 2010年2月1日 スーパー：2010年2月1日 - 2010年11月12日        | 19       |
| 8（スーパー）  | ロリ・ガスカ                                                             | フィリピン   | 2010年11月12日 - 2011年3月（返上）                                           | 0        |
| 8              | ノルディ・マナカネ                                                       | インドネシア | 2010年2月2日 - 2012年2月7日（返上）                                          | 5        |
| 9（スーパー）  | タプティムデーン・シッルアンポープン（2期目）                            | タイ         | 2012年2月8日 - 2013年2月4日 スーパー：2013年2月4日 - 2014年5月31日（返上）   | 11（14） |
| 10             | ペッ・ゴーキャットジム                                                   | タイ         | 2013年2月26日 - 2013年11月（返上）                                           | 0        |
| 11             | テーパリット・ゴーキャットジム                                           | タイ         | 2013年12月27日 - 2014年9月25日（返上）                                       | 0        |
| 12（スーパー） | パノムルンレック・ガイヤーンハーダオジム                                 | タイ         | 2014年9月26日 - 2016年4月 スーパー：2016年4月 - 2018年（団体解散により廃止） | 6（7）   |
| 13             | 金禹鉉                                                                   | 韓国         | 2016年5月8日 - 2016年6月30日（返上）                                         | 0        |
| 14             | ペッ・ゴーキャットジム（2期目）                                          | タイ         | 2016年6月30日 - 2016年（返上）                                               | 0        |
| 15             | ペッ・ゴーキャットジム（3期目）                                          | タイ         | 2017年1月26日 - 2018年（団体解散により廃止）                                 | 0        |

#### 暫定王座
| 名前                                     | 国籍         | 在位期間                                       | 防衛回数 |
| ---------------------------------------- | ------------ | ---------------------------------------------- | -------- |
| プーンサワット・クラティンデーンジム     | タイ         | 2001年10月12日 - 2002年2月（正規王座昇格）     | 2        |
| 蔡承錫                                   | 韓国         | 2003年4月26日 - 2003年10月（剥奪）             | 1        |
| ノルディ・マナカネ                       | インドネシア | 2009年11月7日 - 2010年2月2日（正規王座昇格）   | 0        |
| ヘンドリック・バロンサイ                 | インドネシア | 2010年10月8日 - 2011年3月22日                  | 0        |
| タプティムデーン・ナ・ラチャワッ         | タイ         | 2011年3月22日 - 2012年2月8日（正規王座昇格）   | 3        |
| アンキー・アンコタ                       | インドネシア | 2012年9月16日 - 2012年10月（返上）             | 0        |
| パノムルンレック・ガイヤーンハーダオジム | タイ         | 2013年11月29日 - 2014年9月26日（正規王座昇格） | 1        |
| ヨーッシンデーン・ジョー・チャイチンダー | タイ         | 2016年4月22日 - 2018年（団体解散により廃止）   | 2        |

### スーパーバンタム級
| 代             | 名前                                 | 国籍                        | 在位期間                                                                             | 防衛回数 |
| -------------- | ------------------------------------ | --------------------------- | ------------------------------------------------------------------------------------ | -------- |
| 初             | アレクサンデル・パク                 | ロシア                      | 1999年9月9日 - 1996年5月9日                                                          | 0        |
| 2              | ブラン・ブギアルソ                   | インドネシア                | 1996年5月9日 - 2001年5月15日                                                         | 7        |
| 3              | ヨーダムロン・シンワンチャー         | タイ                        | 2001年5月15日 - 2001年11月（返上）                                                   | 0（3）   |
| 4              | ソムサック・シンチャチャワン         | タイ                        | 2002年3月8日 - 2006年3月（返上）                                                     | 18（21） |
| 5              | プーンサワット・クラティンデーンジム | タイ                        | 2006年9月6日 - 2009年4月（返上）                                                     | 11       |
| 6              | レオン・ムーア                       | ガイアナ                    | 2010年1月16日 - 2010年5月（返上）                                                    | 0        |
| 7              | アラン・ジェイ・ツニャカオ           | フィリピン                  | 2010年7月9日 - 2010年9月（返上）                                                     | 11       |
| 8              | スックカセム・キェッツヨンユット     | タイ                        | 2010年11月17日 - 2011年4月22日                                                       | 0        |
| 9（スーパー）  | プーンサワット・クラティンデーンジム | タイ                        | 2011年4月19日 - 2012年11月（返上）                                                   | 4        |
| 10             | ラリー・カニラス                     | フィリピン                  | 2011年4月22日 - 2011年7月（返上）                                                    | 0        |
| 11             | ディアネバー・オルカレス             | オーストラリア              | 2011年7月26日 - 2013年12月13日（返上）                                               | 2（3）   |
| 12（スーパー） | テレンス・ジョン・ドヘニー           | アイルランド オーストラリア | 2013年8月17日 - 2014年2月25日 スーパー：2014年2月25日 - 2018年（団体解散により廃止） | 6        |
| 13             | ノップ・クラティンデーンジム         | タイ                        | 2014年2月25日 - 2018年（団体解散により廃止）                                         | 8（10）  |

#### 休養王座
| 名前                     | 国籍           | 在位期間                          | 防衛回数 |
| ------------------------ | -------------- | --------------------------------- | -------- |
| ディアネバー・オルカレス | オーストラリア | 2013年6月 - 2013年12月13日 (返上) | 0（3）   |

#### 暫定王座
| 名前                          | 国籍           | 在位期間                                                     | 防衛回数 |
| ----------------------------- | -------------- | ------------------------------------------------------------ | -------- |
| スック・バルカル              | モンゴル       | 1997年2月16日 - 1997年4月12日                                | 0        |
| ファーサン・3Kバッテリー      | タイ           | 1998年3月20日 - 1998年11月（返上）                           | 0        |
| ヨーダムロン・シンワンチャー  | タイ           | 1999年11月28日 - 2001年5月15日（王座統一により正規王座昇格） | 3        |
| ソムサック・シンチャチャワン  | タイ           | 2001年6月9日 - 2002年3月8日（正規王座昇格）                  | 3        |
| ペドリト・ローレンテ          | フィリピン     | 2005年5月17日 - 2005年9月（剥奪）                            | 0        |
| ペドリト・ローレンテ（2期目） | フィリピン     | 2005年11月3日 - 2006年12月19日                               | 0        |
| コソル・ソー・ウォラピン      | タイ           | 2007年3月29日 - 2008年6月（返上）                            | 2        |
| ソニー・マナカネ              | インドネシア   | 2010年7月24日 - 2010年10月30日                               | 2        |
| ディアネバー・オルカレス      | オーストラリア | 2010年10月30日 - 2011年7月26日（正規王座昇格）               | 1        |
| ソッド・ゴーキャットジム      | タイ           | 2013年2月8日 - 2013年6月（返上）                             | 0        |
| ノップ・クラティンデーンジム  | タイ           | 2013年10月11日- 2014年2月25日（正規王座昇格）                | 2        |

### フェザー級
| 代 | 名前                                 | 国籍           | 在位期間                                     | 防衛回数 |
| -- | ------------------------------------ | -------------- | -------------------------------------------- | -------- |
| 初 | イルハム・ラヒア                     | インドネシア   | 1995年12月19日 - 1996年8月7日                | 0        |
| 2  | トニー・ウェービー                   | オーストラリア | 1996年8月7日 - 1997年5月19日（剥奪）         | 0        |
| 3  | チャモアペット・ハーパラン           | タイ           | 1997年7月24日 - 1999年1月20日（返上）        | 5        |
| 4  | ソレー・サンダバ                     | インドネシア   | 1999年8月31日 - 2001年11月9日                | 5        |
| 5  | クリス・ジョン                       | インドネシア   | 2001年11月9日 - 2003年8月（返上）            | 5        |
| 6  | サオヒン・シリタイコンドー           | タイ           | 2003年12月23日 - 2004年4月（剥奪）           | 0        |
| 7  | サオヒン・シリタイコンドー（2期目）  | タイ           | 2004年6月15日 - 2007年2月（返上）            | 7        |
| 8  | 金智勲                               | 韓国           | 2007年2月 - 2007年11月（返上）               | 2（3）   |
| 9  | ムハマド・デス・アフリザル           | インドネシア   | 2008年5月10日 - 2008年9月（返上）            | 0        |
| 10 | ピサーデーン・ギャットサックターニー | タイ           | 2008年10月17日 - 2009年6月（返上）           | 1（2）   |
| 11 | ミルザン・ザクシリコフ               | カザフスタン   | 2009年11月28日 - 2010年5月（返上）           | 0        |
| 12 | パッチャイ・ヨンユッジム             | タイ           | 2010年7月16日 - 2012年4月30日                | 3        |
| 13 | ヴァチェスラフ・グセフ               | ロシア         | 2012年4月30日 - 2012年（返上）               | 0        |
| 14 | チョンラターン・ピリヤピンヨー       | タイ           | 2013年3月22日 - 2014年1月（返上）            | 1        |
| 15 | トーン・シッルアンポープン           | タイ           | 2014年1月24日 - 2018年（団体解散により廃止） | 8        |

#### 暫定王座
| 名前                                 | 国籍         | 在位期間                                       | 防衛回数 |
| ------------------------------------ | ------------ | ---------------------------------------------- | -------- |
| チャモアペット・ハーパラン           | タイ         | 1997年5月1日 - 1997年7月24日（正規王座昇格）   | 0        |
| 崔鉄洙                               | 北朝鮮       | 1998年8月15日 - 1999年8月（返上）              | 1        |
| ヨーダムロン・シンワンチャー         | タイ         | 2003年6月27日 - 2003年8月（返上）              | 1        |
| センチャイ・ソー・キングスター       | タイ         | 2003年11月27日 - 2004年11月（返上）            | 1        |
| 鄭在光                               | 韓国         | 2005年5月2日 - 2006年10月（返上）              | 1        |
| 金智勲                               | 韓国         | 2006年10月29日 - 2007年2月（正規王座昇格）     | 1        |
| ピサーデーン・ギャットサックターニー | タイ         | 2008年3月31日 - 2008年10月17日（正規王座昇格） | 1        |
| ガンゾリク・ガンクヤッグ             | モンゴル     | 2010年5月18日 - 2011年2月22日                  | 0        |
| アンソリー・アンハー                 | インドネシア | 2011年9月11日 - 2012年（返上）                 | 0        |
| 丁鍾敏                               | 韓国         | 2015年10月24日 - 2018年（団体解散により廃止）  | 1        |

### スーパーフェザー級
| 代            | 名前                           | 国籍           | 在位期間                                                          | 防衛回数 |
| ------------- | ------------------------------ | -------------- | ----------------------------------------------------------------- | -------- |
| 初            | ラクバ・シン                   | モンゴル       | 1996年3月23日 - 1997年1月（返上）                                 | 2        |
| 2             | カナット・シクカムベフ         | カザフスタン   | 1997年4月12日 - 1998年3月26日（返上）                             | 1        |
| 3             | ヨーサナン・3Kバッテリー       | タイ           | 1998年4月16日 - 2002年3月（返上）                                 | 19       |
| 4             | ポンシット・ウィアンウィセット | タイ           | 2002年7月26日 - 2005年5月17日                                     | 12       |
| 5             | 徐叢良                         | 中華人民共和国 | 2005年5月17日 - 2005年11月（返上）                                | 0        |
| 6             | スティサック・サマックサマン   | タイ           | 2005年11月17日 - 2006年2月10日                                    | 0        |
| 7             | ジュン・ パデルナ              | フィリピン     | 2006年2月10日 - 2007年3月（返上）                                 | 2        |
| 8（スーパー） | ロイ・ムクリス                 | インドネシア   | 2007年4月27日 - 2010年6月 スーパー：2010年6月 - 2010年8月（返上） | 6        |
| 9             | 金澤民                         | 韓国           | 2010年12月11日 - 2011年12月（返上）                               | 1        |
| 10            | ターサク・ゴーキャットジム     | タイ           | 2012年10月12日 - 2013年6月（返上）                                | 0        |
| 11            | パッチャイ・ヨンユッジム       | タイ           | 2013年6月20日 - 2014年7月8日（剥奪）                              | 1        |
| 12            | ビリー・ディブ                 | オーストラリア | 2014年12月6日 - 2015年5月1日（返上）                              | 0        |
| 13            | コリー・マコーネル             | オーストラリア | 2015年5月23日 - 2016年（返上）                                    | 0        |
| 14            | ヤヴズ・アーテュルク           | トルコ         | 2016年8月20日 - 2018年（団体解散により廃止）                      | 0        |

#### 暫定王座
| 名前                         | 国籍           | 在位期間                                      | 防衛回数 |
| ---------------------------- | -------------- | --------------------------------------------- | -------- |
| ヨーサナン・3Kバッテリー     | タイ           | 1997年6月29日 - 1998年7月（返上）             | 0        |
| アラン・ビサカス             | フィリピン     | 1999年8月7日 - 1999年9月4日                   | 0        |
| カナット・シクカムベフ       | カザフスタン   | 1999年9月4日 - 1999年11月28日                 | 0        |
| ジョー・ロカルド             | インドネシア   | 2002年8月4日 - 2002年11月（返上）             | 0        |
| ウントゥン・オルテガ         | インドネシア   | 2003年10月11日 - 2004年3月21日                | 0        |
| ベン・クルス                 | オーストラリア | 2004年3月21日 - 2004年8月（返上）             | 0        |
| ソムサック・シンチャチャワン | タイ           | 2009年6月12日 - 2010年1月（返上）             | 2        |
| ターサク・ゴーキャットジム   | タイ           | 2013年7月12日 - 2014年9月20日（返上）         | 1        |
| キー・マッケンジー           | オーストラリア | 2014年11月12日 - 2018年（団体解散により廃止） | 0        |

### ライト級
| 代 | 名前                           | 国籍           | 在位期間                               | 防衛回数 |
| -- | ------------------------------ | -------------- | -------------------------------------- | -------- |
| 初 | ラクバ・シン                   | モンゴル       | 1995年12月28日 - 1996年2月（返上）     | 0        |
| 2  | オレグ・マルケチョ             | ロシア         | 1996年5月9日 - 1996年11月（返上）      | 0        |
| 3  | ゾリグー・ソーソバラム         | モンゴル       | 1996年12月22日 - 1997年4月12日         | 0        |
| 4  | ヤッピー・ホールマン           | インドネシア   | 1997年4月12日 - 1998年6月27日          | 1        |
| 5  | スキー・メネクバヤ             | モンゴル       | 1998年6月27日 - 1998年11月19日（返上） | 1        |
| 6  | デビッド・コスワラ             | インドネシア   | 1999年2月6日 - 1999年4月8日（剥奪）    | 0        |
| 7  | アンドノ・ティルタ             | インドネシア   | 1999年8月7日 - 1999年11月27日          | 0        |
| 8  | プラウェート・シンワンチャー   | タイ           | 1999年11月27日 - 2005年4月（返上）     | 13       |
| 9  | ソムチャーイ・ナックバレー     | タイ           | 2005年7月15日 - 2006年10月31日         | 2        |
| 10 | デニス・ローレンテ             | フィリピン     | 2006年10月31日 - 2008年7月（返上）     | 2        |
| 11 | ディミトリー・ガニエフ         | ロシア         | 2008年9月20日 - 2010年9月（返上）      | 2        |
| 12 | ペッボーディン・シッモーセン   | タイ           | 2010年11月5日 - 2011年4月（返上）      | 0        |
| 13 | エドゥアルド・トロヤノフスキー | ロシア         | 2012年9月18日 - 2013年5月16日（剥奪）  | 2        |
| 14 | ローマン・アンドレーエフ       | ロシア         | 2013年11月16日 - 2015年（返上）        | 1        |
| 15 | ジョージ・カンボソス・ジュニア | オーストラリア | 2015年8月9日 - 2017年（返上）          | 2        |
| 16 | 林立拳                         | 中華人民共和国 | 2017年4月15日 - 2017年（返上）         | 0        |

#### 暫定王座
| 名前                                 | 国籍             | 在位期間                                    | 防衛回数 |
| ------------------------------------ | ---------------- | ------------------------------------------- | -------- |
| ナムサックノーイ・ユタガーンガムトン | タイ             | 2002年8月1日 - 2002年9月27日                | 0        |
| ラリー・ペロニア                     | フィリピン       | 2002年9月27日 - 2003年3月24日               | 0        |
| サタポーン・シンワンチャー           | タイ             | 2003年3月24日 - 2003年11月21日              | 2        |
| 田元保                               | 韓国             | 2003年11月21日 - 2005年3月（返上）          | 2        |
| ヘンキー・トビアス                   | インドネシア     | 2005年8月19日 - 2006年3月4日                | 0        |
| ヘロー・ヤウ・カティリ               | インドネシア     | 2006年3月4日 - 2006年7月（返上）            | 0        |
| アサッド・アジソフ                   | アゼルバイジャン | 2010年11月12日 - 2011年4月（返上）          | 0        |
| ジョージ・カンボソス・ジュニア       | オーストラリア   | 2015年7月4日 - 2015年8月9日（正規王座昇格） | 0        |
| ウィル・トムリンソン                 | オーストラリア   | 2015年8月14日 - 2016年（返上）              | 0        |

### スーパーライト級
| 代 | 名前                                                | 国籍             | 在位期間                                     | 防衛回数 |
| -- | --------------------------------------------------- | ---------------- | -------------------------------------------- | -------- |
| 初 | ヴァディム・プリシャジニューク                      | カザフスタン     | 1995年12月9日 - 1996年5月24日                | 0        |
| 2  | バフィト・アマンバイェフ                            | カザフスタン     | 1996年5月24日 - 1996年9月7日                 | 0        |
| 3  | ヴィアチェスラフ・ヤノフスキー                      | ベラルーシ       | 1996年9月7日 - 1997年9月3日（剥奪）          | 1        |
| 4  | ギレルモ・モスケラ                                  | ニュージーランド | 1997年11月16日 - 1999年6月14日（剥奪）       | 1        |
| 5  | アジブ・アルバラード                                | インドネシア     | 1999年11月27日 - 2000年5月29日               | 1        |
| 6  | ミカエル・ボヤルスキー                              | ロシア           | 2000年5月29日 - 2001年1月（返上）            | 0        |
| 7  | ウィルペアー・ジャムハー                            | インドネシア     | 2002年4月20日 - 2002年12月（返上）           | 0        |
| 8  | チョッチョーイ・13リアンタワー                      | タイ             | 2003年3月29日 - 2003年9月25日                | 1        |
| 9  | ダウディ・バハリ                                    | インドネシア     | 2003年9月25日 - 2007年9月（返上）            | 10（11） |
| 10 | シリモンコン・シンワンチャー                        | タイ             | 2008年12月21日 - 2008年11月（返上）          | 1        |
| 11 | マンファー・ルークサイゴンディン                    | タイ             | 2009年3月23日 - 2010年9月20日                | 7        |
| 12 | ダン・ナサレノ・ジュニア                            | フィリピン       | 2010年9月20日 - 2010年12月（返上）           | 0        |
| 13 | スティービー・オンゲン・フェルディナンデス          | インドネシア     | 2010年12月10日 - 2011年4月29日               | 1        |
| 14 | ロバート・ウェイリー                                | オーストラリア   | 2011年4月29日 - 2011年8月26日                | 0        |
| 15 | ブレット・ウィリアム・スミス                        | オーストラリア   | 2011年8月26日 - 2012年2月（返上）            | 0        |
| 16 | スティービー・オンゲン・フェルディナンデス（2期目） | インドネシア     | 2012年2月 - 2012年8月（返上）                | 1        |
| 17 | スティービー・オンゲン・フェルディナンデス（3期目） | インドネシア     | 2012年12月22日 - 2013年6月（返上）           | 0        |
| 18 | シーザー・アモンソット                              | フィリピン       | 2013年9月12日 - 2017年2月27日（返上）        | 4        |
| 19 | サドゥディー・トー・ブワマーッ                      | タイ             | 2017年2月27日 - 2018年（団体解散により廃止） | 0        |

#### 暫定王座
| 名前                                                | 国籍         | 在位期間                                                    | 防衛回数 |
| --------------------------------------------------- | ------------ | ----------------------------------------------------------- | -------- |
| ウラジミール・コドコブスキ                          | ウクライナ   | 2001年11月24日 - 2002年3月（返上）                          | 0        |
| チョッチョーイ・13リアンタワー                      | タイ         | 2002年7月19日 - 2003年3月29日（正規王座昇格）               | 0        |
| ダウディ・バハリ                                    | インドネシア | 2003年5月30日 - 2003年9月25日（王座統一により正規王座昇格） | 1        |
| ジョン・コテリル・ジュニア                          | フィリピン   | 2006年12月1日 - 2007年3月15日                               | 0        |
| カナット・カルテンバエフ                            | カザフスタン | 2009年5月30日 - 2010年2月（返上）                           | 0        |
| スティービー・オンゲン・フェルディナンデス          | インドネシア | 2010年10月8日 - 2010年12月10日（正規王座昇格）              | 0        |
| スティービー・オンゲン・フェルディナンデス（2期目） | インドネシア | 2011年9月11日 - 2012年2月（正規王座昇格）                   | 0        |
| セルチュク・アイディン                              | トルコ       | 2013年3月22日 - 2013年6月（返上）                           | 0        |
| サドゥディー・トー・ブワマーッ                      | タイ         | 2016年5月31日 - 2017年2月27日（正規王座昇格）               | 2        |

### ウェルター級
| 代             | 名前                                 | 国籍           | 在位期間                                                                 | 防衛回数 |
| -------------- | ------------------------------------ | -------------- | ------------------------------------------------------------------------ | -------- |
| 初             | ジャフリソン・ポントー               | インドネシア   | 1995年12月28日 - 1996年8月15日                                           | 0        |
| 2              | ジェフ・マルコーム                   | オーストラリア | 1996年8月15日 - 1998年11月3日（返上）                                    | 4        |
| 3              | フェルナンド・サグラド               | フィリピン     | 1999年1月15日 - 2001年3月23日                                            | 2        |
| 4              | デビッド・コスワラ                   | インドネシア   | 2001年3月23日 - 2001年6月9日                                             | 0        |
| 5              | ファルカド・バキロフ                 | ウズベキスタン | 2001年6月9日 - 2001年（返上）                                            | 0        |
| 6              | モハメド・アブドゥラエフ             | ウズベキスタン | 2001年9月21日 - 2002年2月（返上）                                        | 0        |
| 7              | フェルナンド・サグラド（2期目）      | フィリピン     | 2002年6月15日 - 2003年2月（返上）                                        | 0        |
| 8              | 朴煥榮                               | 韓国           | 2003年3月 - 2004年3月27日                                                | 3（4）   |
| 9              | シントゥン・キャットブサバ           | タイ           | 2004年3月27日 - 2005年1月（返上）                                        | 1        |
| 10             | パルクプーン・ジャンポナク           | タイ           | 2005年5月30日 - 2006年1月27日                                            | 1        |
| 11             | アントン・ソロホフ                   | ロシア         | 2006年1月27日 - 2006年5月20日                                            | 0        |
| 12             | ドンドン・スルタン                   | フィリピン     | 2006年5月20日 - 2006年9月（返上）                                        | 0        |
| 13（スーパー） | ヴィタリ・デミヤネンコ               | カザフスタン   | 2006年11月24日 - 2010年2月7日 スーパー：2010年2月7日 - 2010年6月（返上） | 8        |
| 14             | シェラリ・ママダリエフ               | タジキスタン   | 2010年2月8日 - 2010年7月22日                                             | 1        |
| 15             | アレクセイ・エフシェンコ             | ロシア         | 2010年7月22日 - 2011年5月28日                                            | 0        |
| 16             | ローマン・セリベルストフ             | ロシア         | 2011年5月28日 - 2012年2月（返上）                                        | 0        |
| 17（スーパー） | ティーラチャイ・クラティンデーンジム | タイ           | 2012年2月25日 - 2013年4月18日 スーパー：2013年4月18日 - 2017年（返上）   | 23（30） |
| 18             | ティム・ハント                       | オーストラリア | 2012年8月18日 - 2013年（返上）                                           | 1        |
| 19             | ジェフ・ホーン                       | オーストラリア | 2014年7月5日 - 2015年12月（返上）                                        | 4        |
| 20             | 楊興新                               | 中華人民共和国 | 2016年4月29日 - 2016年10月21日（剥奪）                                   | 0        |

#### 暫定王座
| 名前                                 | 国籍           | 在位期間                                             | 防衛回数 |
| ------------------------------------ | -------------- | ---------------------------------------------------- | -------- |
| ウラジミール・ボロフスキ             | ウクライナ     | 2000年1月16日 - 2000年1月16日（返上）                | 0        |
| ジェフ・マルコーム                   | オーストラリア | 2002年3月2日 - 2002年6月15日（王座決定戦により消滅） | 0        |
| ソニー・ランビン                     | インドネシア   | 2002年10月30日 - 2003年1月9日                        | 0        |
| 朴煥榮                               | 韓国           | 2003年1月9日 - 2003年3月（正規王座昇格）             | 1        |
| パルクプーン・ジャンポナク           | タイ           | 2003年12月5日 - 2004年11月（返上）                   | 2        |
| シェラリ・ママダリエフ               | タジキスタン   | 2010年2月6日 - 2010年2月8日（正規王座昇格）          | 0        |
| ティーラチャイ・クラティンデーンジム | タイ           | 2010年8月17日 - 2012年2月25日（正規王座昇格）        | 7        |
| アレクサンドル・ズラフスキー         | カザフスタン   | 2016年6月30日 - 2018年（団体解散により廃止）         | 0        |

### スーパーウェルター級
| 代            | 名前                         | 国籍             | 在位期間                                                                  | 防衛回数 |
| ------------- | ---------------------------- | ---------------- | ------------------------------------------------------------------------- | -------- |
| 初            | ジェイソン・ラレレ           | ニュージーランド | 1996年4月28日 - 1997年6月13日                                             | 0        |
| 2             | ケビン・ケリー               | オーストラリア   | 1997年6月13日 - 1999年6月9日（返上）                                      | 3        |
| 3             | ニック・テトロス             | オーストラリア   | 1999年8月27日 - 2000年4月（返上）                                         | 1        |
| 4             | アーマン・アジャダド         | インドネシア     | 2001年7月26日 - 2001年11月8日                                             | 0        |
| 5             | デビッド・コスワラ           | インドネシア     | 2001年11月8日 - 2002年3月（返上）                                         | 0        |
| 6             | シャナン・テイラー           | オーストラリア   | 2002年7月19日 - 2003年4月（返上）                                         | 1        |
| 7             | シャナン・テイラー（2期目）  | オーストラリア   | 2003年9月19日 - 2003年12月（返上）                                        | 1        |
| 8             | ダニエル・ドーソン           | オーストラリア   | 2004年3月21日 - 2004年7月9日（返上）                                      | 1        |
| 9             | ズルフィカル・ジョイ・アリ   | フィジー         | 2005年4月30日 - 2005年12月10日                                            | 1        |
| 10            | ハビエル・アルベルト・ママニ | アルゼンチン     | 2005年12月10日 - 2006年2月（返上）                                        | 0        |
| 11            | ピーター・カジー             | オーストラリア   | 2006年7月14日 - 2006年9月（返上）                                         | 0        |
| 12            | ダニエル・ドーソン（2期目）  | オーストラリア   | 2007年4月28日 - 2007年12月14日（返上）                                    | 1        |
| 13            | ダニエル・ドーソン（3期目）  | オーストラリア   | 2008年5月4日 - 2010年2月26日（返上）                                      | 3        |
| 14            | キング・デビッドソン         | オーストラリア   | 2010年2月27日 - 2010年7月（剥奪）                                         | 0        |
| 15            | フランク・ロポルト           | オーストラリア   | 2010年10月9日 - 2011年10月（返上）                                        | 1        |
| 16 (スーパー) | ダニエル・ドーソン（4期目）  | オーストラリア   | 2011年12月9日 - 2012年8月17日 スーパー：2012年8月17日 - 2015年3月（返上） | 3        |
| 17            | 渡部あきのり                 | 日本             | 2013年11月19日 - 2014年5月（返上）                                        | 0        |
| 18            | コブラ諏訪                   | 日本             | 2015年12月13日 - 2016年4月24日（返上）                                    | 0        |

#### 暫定王座
| 名前                   | 国籍           | 在位期間                                    | 防衛回数 |
| ---------------------- | -------------- | ------------------------------------------- | -------- |
| ローマン・ババエフ     | ロシア         | 1997年1月25日 - 1997年8月（返上）           | 0        |
| ジェフ・マルコーム     | オーストラリア | 2001年5月19日 - 2001年5月19日（返上）       | 0        |
| 尹仁栄                 | 韓国           | 2007年7月21日 - 2008年4月（返上）           | 0        |
| ライアン・ウォーターズ | オーストラリア | 2011年12月2日 - 2012年1月（返上）           | 0        |
| パーヴェル・マモントフ | ロシア         | 2013年11月15日 - 2016年（返上）             | 1        |
| 金永培                 | 韓国           | 2015年10月24日 - 2016年5月8日               | 0        |
| 金周勲                 | 韓国           | 2016年5月8日 - 2018年（団体解散により廃止） | 0        |

### ミドル級
| 代 | 名前                              | 国籍             | 在位期間                              | 防衛回数 |
| -- | --------------------------------- | ---------------- | ------------------------------------- | -------- |
| 初 | テイムラズ・ケケリゼ              | ジョージア       | 1995年10月20日 - 1996年（返上）       | 0        |
| 2  | ダーレン・オバー                  | オーストラリア   | 1996年8月2日 - 1998年3月（返上）      | 3        |
| 3  | シカット・パサリブ                | インドネシア     | 1999年2月6日 - 1999年8月7日           | 0        |
| 4  | ニック・タウマファイ              | オーストラリア   | 1999年8月7日 - 2000年5月28日          | 0        |
| 5  | ニコ・トリリ                      | インドネシア     | 2000年5月28日 - 2000年9月24日         | 0        |
| 6  | イアン・マクロード                | オーストラリア   | 2000年9月24日 - 2000年（返上）        | 0        |
| 7  | マセリノ・マソエ                  | サモア           | 2001年12月2日 - 2004年4月（返上）     | 5        |
| 8  | 金漢哲                            | 韓国             | 2004年4月16日 - 2004年7月26日（剥奪） | 0        |
| 9  | レジリオ・アーロン                | オランダ         | 2004年7月26日 - 2004年11月（返上）    | 0        |
| 10 | ティモ・マスア                    | ニュージーランド | 2004年12月17日 - 2005年6月（剥奪）    | 0        |
| 11 | プラディープ・シン                | インド           | 2005年7月3日 - 2006年6月（返上）      | 2        |
| 12 | ノノイ・ゴンザレス                | フィリピン       | 2007年4月30日 - 2007年7月13日         | 0        |
| 13 | ジェイミー・ピットマン            | オーストラリア   | 2007年7月13日 - 2008年3月（返上）     | 1        |
| 14 | シャナン・テイラー                | オーストラリア   | 2008年6月6日 - 2009年1月（返上）      | 1        |
| 15 | ゲンナジー・マーティロスヤン      | アルメニア       | 2009年2月20日 - 2009年6月（返上）     | 1        |
| 16 | ディオン・マクナブニー            | ニュージーランド | 2009年2月20日 - 2009年11月23日        | 0        |
| 17 | ジャロッド・フレッチャー          | オーストラリア   | 2009年11月13日 - 2010年5月（返上）    | 0        |
| 18 | ロビー・ブライアント              | ニュージーランド | 2011年3月12日 - 2012年12月16日        | 2        |
| 19 | ジャロッド・フレッチャー（2期目） | オーストラリア   | 2012年12月16日 - 2013年11月（返上）   | 1        |
| 20 | サム・ソリマン                    | オーストラリア   | 2014年2月 - 2014年4月（返上）         | 0        |
| 21 | ダニエル・ゲール                  | オーストラリア   | 2014年12月3日 - 2015年6月6日（返上）  | 0        |

#### 暫定王座
| 名前                       | 国籍           | 在位期間                                      | 防衛回数 |
| -------------------------- | -------------- | --------------------------------------------- | -------- |
| ニコ・トリリ               | インドネシア   | 1997年6月11日 - 1997年10月2日                 | 0        |
| 金漢哲                     | 韓国           | 2004年2月28日 - 2004年4月16日（正規王座昇格） | 0        |
| レジリオ・アーロン         | オランダ       | 2004年5月20日 - 2004年7月26日（正規王座昇格） | 0        |
| 李在明                     | 韓国           | 2007年10月26日 - 2008年8月（返上）            | 1        |
| ハミド・ラヒミ             | アフガニスタン | 2010年8月6日 - 2011年2月（返上）              | 0        |
| ディミトリー・チュディノフ | ロシア         | 2013年3月8日 - 2013年9月（返上）              | 1        |
| サム・ソリマン             | オーストラリア | 2013年12月21日 - 2014年2月（正規王座昇格）    | 0        |
| マーク・ルーカス           | オーストラリア | 2016年7月2日 - 2018年（団体解散により廃止）   | 0        |

### スーパーミドル級
| 代 | 名前                            | 国籍             | 在位期間                                    | 防衛回数 |
| -- | ------------------------------- | ---------------- | ------------------------------------------- | -------- |
| 初 | マイク・マカタ                  | ニュージーランド | 1995年4月4日 - 1997年8月15日（返上）        | 1        |
| 2  | ポール・スモールマン            | ロシア           | 1998年7月4日 - 1999年5月28日                | 0        |
| 3  | マイク・マカタ（2期目）         | ニュージーランド | 1999年5月28日 - 2000年8月（返上）           | 2        |
| 4  | ティモ・マスア                  | ニュージーランド | 2001年2月4日 - 2001年4月16日                | 0        |
| 5  | アンソニー・ムンディン          | オーストラリア   | 2001年4月16日 - 2001年9月（返上）           | 2        |
| 6  | アンソニー・ムンディン（2期目） | オーストラリア   | 2002年4月1日 - 2003年7月（返上）            | 4        |
| 7  | スチュワート・モラー            | オーストラリア   | 2003年10月17日 - 2004年7月（返上）          | 0        |
| 8  | ピーター・カリウキ              | オーストラリア   | 2004年12月17日 - 2008年4月4日               | 4        |
| 9  | ビクトル・オガノフ              | オーストラリア   | 2008年4月4日 - 2008年11月（返上）           | 0        |
| 10 | レス・シェリントン              | オーストラリア   | 2009年5月2日 - 2011年2月（返上）            | 3        |
| 11 | サージ・ヤニック                | オーストラリア   | 2011年5月3日 - 2012年3月（返上）            | 1（2）   |
| 12 | ベン・マカロック                | オーストラリア   | 2012年10月24日 - 2014年12月11日（返上）     | 2        |
| 13 | ブレイク・キャパレロ            | オーストラリア   | 2015年6月5日 - 2016年4月（返上）            | 0        |
| 14 | レノルド・クインラン            | オーストラリア   | 2016年4月5日 - 2018年（団体解散により廃止） | 0        |

#### 暫定王座
| 名前                 | 国籍           | 在位期間                                      | 防衛回数 |
| -------------------- | -------------- | --------------------------------------------- | -------- |
| 尹賀求               | 韓国           | 2005年12月14日 - 2006年6月（返上）            | 0        |
| サージ・ヤニック     | オーストラリア | 2010年10月1日 - 2011年5月3日（正規王座昇格）  | 1        |
| ザック・ダン         | オーストラリア | 2013年7月19日 - 2014年12月（返上）            | 1        |
| レノルド・クインラン | オーストラリア | 2015年12月12日 - 2016年4月5日（正規王座昇格） | 0        |
| ジェイド・ミッチェル | オーストラリア | 2016年4月30日 - 2018年（団体解散により廃止）  | 1        |

### ライトヘビー級
| 代 | 名前                        | 国籍             | 在位期間                                     | 防衛回数 |
| -- | --------------------------- | ---------------- | -------------------------------------------- | -------- |
| 初 | アンソニー・ビゲニ          | ニュージーランド | 1995年12月3日 - 1996年4月28日                | 0        |
| 2  | ガビン・ライアン            | オーストラリア   | 1996年4月28日 - 1996年12月（剥奪）           | 1        |
| 3  | アンソニー・ビゲニ（2期目） | ニュージーランド | 1997年5月1日 - 1998年11月28日（返上）        | 3        |
| 4  | ティモ・マスア              | ニュージーランド | 1998年3月28日 - 1998年3月28日（返上）        | 0        |
| 5  | アンソニー・ビゲニ（3期目） | オーストラリア   | 2000年11月4日 - 2001年9月2日                 | 0        |
| 6  | ポール・マードック          | オーストラリア   | 2001年9月2日 - 2002年12月6日（剥奪）         | 4        |
| 7  | ポール・マードック（2期目） | オーストラリア   | 2003年2月22日 - 2007年1月21日                | 8        |
| 8  | ダニー・グリーン            | オーストラリア   | 2007年1月21日 - 2007年11月（返上）           | 1（2）   |
| 9  | ティム・ベル                | オーストラリア   | 2008年10月5日 - 2010年8月13日                | 3        |
| 10 | ジョエル・キャシー          | オーストラリア   | 2010年8月13日 - 2011年11月11日               | 1        |
| 11 | マニー・ブラミス            | オーストラリア   | 2011年11月11日 - 2012年1月（返上）           | 0        |
| 12 | デビッド・レティジア        | オーストラリア   | 2012年2月 - 2012年4月19日（剥奪）            | 0        |
| 13 | ガナー・ジャクソン          | ニュージーランド | 2012年4月20日 - 2012年7月（返上）            | 0        |
| 14 | ガース・ウッド              | オーストラリア   | 2013年2月15日 - 2013年3月（返上）            | 0        |
| 15 | ブレイク・キャパレロ        | オーストラリア   | 2013年4月18日 - 2013年9月（返上）            | 1        |
| 16 | ロバート・ベリッジ          | ニュージーランド | 2013年11月16日 - 2014年8月9日                | 2        |
| 17 | バシリー・レピキン          | ロシア           | 2014年8月9日 - 2015年3月（返上）             | 0        |
| 18 | クリスチャン・ダギオ        | イタリア         | 2015年7月2日 - 2016年5月（返上）             | 0        |
| 19 | シェファ・イスフィー        | ドイツ           | 2016年5月7日 - 2017年（返上）                | 1        |
| 20 | サム・ラピラ                | ニュージーランド | 2017年5月26日 - 2018年（団体解散により廃止） | 0        |

#### 暫定王座
| 名前                            | 国籍             | 在位期間                                                    | 防衛回数 |
| ------------------------------- | ---------------- | ----------------------------------------------------------- | -------- |
| ダニー・グリーン                | オーストラリア   | 2006年9月20日 - 2007年1月21日（王座統一により正規王座昇格） | 1        |
| ベイブット・シュメノフ          | カザフスタン     | 2008年4月10日 - 2008年8月（返上）                           | 1        |
| ベイブット・シュメノフ（2期目） | カザフスタン     | 2009年5月9日 - 2009年6月（返上）                            | 0        |
| ガイラット・アーメドフ          | ウズベキスタン   | 2009年8月15日 - 2011年3月（返上）                           | 1        |
| デビッド・レティジア            | オーストラリア   | 2011年7月23日 - 2012年2月（正規王座昇格）                   | 0        |
| エイドリアン・タイヒア          | ニュージーランド | 2014年5月22日 - 2014年12月（返上）                          | 0        |

### クルーザー級
| 代 | 名前                        | 国籍             | 在位期間                               | 防衛回数 |
| -- | --------------------------- | ---------------- | -------------------------------------- | -------- |
| 初 | ピーター・キンセラ          | オーストラリア   | 1995年12月1日 - 1996年11月（剥奪）     | 1        |
| 2  | バレリー・ビクホル          | ロシア           | 1997年1月25日 - 1997年6月24日（剥奪）  | 0        |
| 3  | アダム・ワット              | オーストラリア   | 1997年12月6日 - 1998年4月5日           | 0        |
| 4  | バレリー・ビクホル（2期目） | ロシア           | 1998年4月5日 - 1998年8月（返上）       | 0（1）   |
| 5  | イアン・クルコフ            | ロシア           | 2000年10月7日 - 2000年12月16日（返上） | 1        |
| 6  | ダニエル・ローセル          | オーストラリア   | 2001年9月28日 - 2003年11月（返上）     | 6        |
| 7  | モハメド・アズーイ          | ニュージーランド | 2004年3月27日 - 2005年1月（返上）      | 0        |
| 8  | モハメド・アズーイ（2期目） | ニュージーランド | 2005年5月7日 - 2007年11月（返上）      | 5        |
| 9  | ローレンス・タウアサ        | オーストラリア   | 2008年7月4日 - 2008年11月（返上）      | 0        |
| 10 | グリゴリー・ドロスト        | ロシア           | 2008年12月6日 - 2010年6月（返上）      | 0        |
| 11 | アリ・イスマイロフ          | アゼルバイジャン | 2010年9月25日 - 2010年10月（返上）     | 0        |
| 12 | フィラット・アルスラン      | ドイツ           | 2011年7月15日 - 2012年2月（返上）      | 0        |
| 13 | アンドレイ・クニャーゼフ    | ロシア           | 2013年6月21日 - 2013年6月（返上）      | 0        |
| 14 | ダニエル・バフ              | オーストラリア   | 2013年8月17日 - 2015年3月（返上）      | 0        |

#### 暫定王座
| 名前                       | 国籍           | 在位期間                                                   | 防衛回数 |
| -------------------------- | -------------- | ---------------------------------------------------------- | -------- |
| バレリー・ビクホル         | ロシア         | 1998年2月22日 - 1998年4月5日（王座統一により正規王座昇格） | 1        |
| アレクサンドル・ヤコブ     | ウズベキスタン | 1998年6月6日 - 1999年10月6日（剥奪）                       | 0        |
| トスカ・ペトリディス       | オーストラリア | 1999年10月14日 - 1999年（返上）                            | 0        |
| ジョセフ・マルワ           | タンザニア     | 2004年3月27日 - 2004年6月23日（剥奪）                      | 0        |
| アレクサンデル・コトロベイ | ロシア         | 2010年2月27日 - 2010年5月（返上）                          | 0        |

### ヘビー級
| 代 | 名前                        | 国籍             | 在位期間                                     | 防衛回数 |
| -- | --------------------------- | ---------------- | -------------------------------------------- | -------- |
| 初 | オレグ・マスカエフ          | ウズベキスタン   | 1995年9月29日 - 1996年3月（剥奪）            | 0        |
| 2  | ジョー・バグナー            | オーストラリア   | 1996年7月5日 - 1997年8月4日（剥奪）          | 1        |
| 3  | ジョー・バグナー（2期目）   | オーストラリア   | 1998年4月20日 - 1998年5月31日（剥奪）        | 0        |
| 4  | オレグ・マスカエフ（2期目） | ウズベキスタン   | 1998年10月2日 - 2000年10月7日                | 3        |
| 5  | カーク・ジョンソン          | カナダ           | 2000年10月7日 - 2001年5月（返上）            | 0        |
| 6  | ニコライ・ワルーエフ        | ロシア           | 2001年2月2日 - 2004年4月（返上）             | 4（5）   |
| 7  | ロブ・キャロウェイ          | アメリカ合衆国   | 2005年6月24日 - 2006年1月（返上）            | 1        |
| 8  | カリ・ミーハン              | オーストラリア   | 2006年3月31日 - 2007年4月（返上）            | 0        |
| 9  | ファン・カルロス・ゴメス    | キューバ         | 2007年6月16日 - 2007年10月（返上）           | 0        |
| 10 | フライデー・アウナニャ      | ナイジェリア     | 2007年11月2日 - 2008年3月（返上）            | 0        |
| 11 | デニス・バクトフ            | ロシア           | 2008年5月22日 - 2010年9月（返上）            | 3        |
| 12 | ジョボ・プダール            | セルビア         | 2011年4月9日 - 2013年10月5日                 | 3        |
| 13 | ルスラン・チャガエフ        | ウズベキスタン   | 2013年10月5日 - 2014年5月（返上）            | 0        |
| 14 | ジョセフ・パーカー          | ニュージーランド | 2014年7月5日 - 2016年4月27日（剥奪）         | 6        |
| 15 | ソロモン・ハウモノ          | オーストラリア   | 2016年4月27日 - 2018年（団体解散により廃止） | 0        |

#### 暫定王座
| 名前                       | 国籍             | 在位期間                                                  | 防衛回数 |
| -------------------------- | ---------------- | --------------------------------------------------------- | -------- |
| ジャスティン・フォーチュン | オーストラリア   | 1997年12月6日 - 1998年4月5日（返上）                      | 1        |
| ニコライ・ワルーエフ       | ロシア           | 2000年6月6日 - 2001年2月2日（正規王座昇格）               | 1        |
| タラス・ビデンコ           | ウクライナ       | 2003年10月10日 - 2003年10月（剥奪）                       | 0        |
| デニス・バクトフ           | ロシア           | 2006年12月3日 - 2007年6月16日（正規王座決定戦により消滅） | 1        |
| オンドレイ・パーラ         | チェコ           | 2008年12月17日 - 2009年12月（返上）                       | 0        |
| ビリー・ライト             | アメリカ合衆国   | 2012年1月28日 - 2014年3月（返上）                         | 5        |
| ジョセフ・パーカー         | ニュージーランド | 2014年4月26日 - 2014年7月5日（正規王座昇格）              | 1        |
| ソロモン・ハウモノ         | オーストラリア   | 2015年10月30日 - 2016年4月27日（正規王座昇格）            | 1        |

## 女子

### ミニマム級
| 代 | 名前                     | 国籍 | 在位期間                       | 防衛回数 |
| -- | ------------------------ | ---- | ------------------------------ | -------- |
| 初 | ヤニー・ゴーキャットジム | タイ | 2009年2月25日 - 2009年（返上） | 0        |

### ライトフライ級
| 代 | 名前                         | 国籍 | 在位期間                                     | 防衛回数 |
| -- | ---------------------------- | ---- | -------------------------------------------- | -------- |
| 初 | ノンムアイ・ゴーキャットジム | タイ | 2008年10月3日 - 2009年1月（返上）            | 0        |
| 2  | 西村聡美                     | 日本 | 2015年12月13日 - 不明                        | 0        |
| 3  | サムソン・トー・ブアマッド   | タイ | 2017年6月30日 - 2018年（団体解散により廃止） | 0        |

### フライ級
| 代 | 名前     | 国籍 | 在位期間 | 防衛回数 |
| -- | -------- | ---- | -------- | -------- |
| 初 | （空位） |      |          |          |

### スーパーフライ級
| 代 | 名前                         | 国籍 | 在位期間                                     | 防衛回数 |
| -- | ---------------------------- | ---- | -------------------------------------------- | -------- |
| 初 | ウサナコン・ゴーキャットジム | タイ | 2008年7月16日 - 2009年2月（返上）            | 0        |
| 2  | パク・ヘス                   | 韓国 | 2013年8月15日 - 2018年（団体解散により廃止） | 0        |

### バンタム級
| 代 | 名前   | 国籍 | 在位期間                                     | 防衛回数 |
| -- | ------ | ---- | -------------------------------------------- | -------- |
| 初 | 兪禧晶 | 韓国 | 2014年5月10日 - 2018年（団体解散により廃止） | 0        |

### スーパーバンタム級
| 代 | 名前     | 国籍 | 在位期間 | 防衛回数 |
| -- | -------- | ---- | -------- | -------- |
| 初 | （空位） |      |          |          |

### フェザー級
| 代 | 名前            | 国籍           | 在位期間                       | 防衛回数 |
| -- | --------------- | -------------- | ------------------------------ | -------- |
| 初 | 高麗君          | 中華人民共和国 | 2006年2月24日 - 2006年（返上） | 1        |
| 2  | 高麗君（2期目） | 中華人民共和国 | 2007年11月9日 - 2008年（返上） | 0        |

#### 暫定王座
| 名前   | 国籍 | 在位期間                      | 防衛回数 |
| ------ | ---- | ----------------------------- | -------- |
| 金孝玟 | 韓国 | 2008年7月7日 - 2009年（返上） | 0        |

### スーパーフェザー級
| 代 | 名前                 | 国籍           | 在位期間                                     | 防衛回数 |
| -- | -------------------- | -------------- | -------------------------------------------- | -------- |
| 初 | エリン・マクガワン   | オーストラリア | 2008年6月15日 - 2011年                       | 0        |
| 2  | ダイアナ・プラザック | オーストラリア | 2011年6月17日 - 2018年（団体解散により廃止） | 0        |

### ライト級
| 代 | 名前               | 国籍           | 在位期間              | 防衛回数 |
| -- | ------------------ | -------------- | --------------------- | -------- |
| 初 | エリン・マクガワン | オーストラリア | 2008年5月4日 - 2008年 | 0        |

### ウェルター級
| 代 | 名前     | 国籍 | 在位期間 | 防衛回数 |
| -- | -------- | ---- | -------- | -------- |
| 初 | （空位） |      |          |          |